# حزب سبز کره جنوبی
حزب سبز کره جنوبی (انگلیسی: Green Party South Korea) یک حزب سیاسی در کره جنوبی است. حزب در ماه مارس ۲۰۱۲ تأسیس شد. این حزب در دنباله تشکیلات سبزهای کره است که در پی کنکاش‌های ابتدایی در سال ۲۰۱۱، ایجاد گردید. تأسیس حزب در واکنش به حادثه اتمی فوکوشیما در ژاپن بود. حزب سبز کره جنوبی عضو سبزهای جهانی و فدراسیون سبزهای آسیا-اقیانوسیه است.
به دلیل اینکه در نوزدهمین دوره انتخابات پارلمانی در ماه آوریل ۲۰۱۲، این حزب تنها موفق به کسب ۰٫۴۸ درصد آراء گردید، توسط اداره امور انتخابات سراسری منحل گردید.